# Steffen De Schuyteneer
Steffen De Schuyteneer (Geraardsbergen, 24 februari 2005) is een Belgisch wielrenner.

## Carrière
Als junior won De Schuyteneer etappes in de Internationale Juniorendriedaagse, de Sint-Martinusprijs, de Keizer der Juniores en de Guido Reybrouck Classic. Als eerstejaars belofte maakte hij de overstap naar de opleidingsploeg van Lotto Dstny. In juni won hij een etappe in de Ronde van Italië voor beloften. In oktober won hij, namens de hoofdmacht van de ploeg, een etappe in de Ronde van het Taihu-meer.
In 2025 werd De Schuyteneer prof bij Lotto, dat hem na één seizoen overhevelde vanuit hun opleidingsploeg. Zijn eerste wedstrijdkilometers dat seizoen maakte hij eind januari in de Grote Prijs Castellón, waar hij op plek 22 eindigde. In februari maakte hij zijn debuut in de World Tour, toen hij aan de start stond van de Ronde van de Verenigde Arabische Emiraten. In maart werd hij elfde in de GP Denain.

## Overwinningen
2022
Jongerenklassement Internationale Juniorendriedaagse
1e etappe Sint-Martinusprijs (ploegentijdrit)
2e etappe deel A Keizer der Juniores
2023
2e etappe Guido Reybrouck Classic
1e (ploegentijdrit) en 2e etappe Sint-Martinusprijs
Eindklassement Sint-Martinusprijs
2e etappe deel A en B Keizer der Juniores
2024
Jongerenklassment Ronde van Loir-et-Cher
5e etappe Ronde van Italië, Beloften
Puntenklassement Ronde van West-Bohemen
2e etappe Ronde van het Taihu-meer

## Ploegen
- 2024 –  Lotto Dstny Development Team
- 2025 –  Lotto